# 2718 Handley
2718 Handley è un asteroide della fascia principale del diametro medio di circa 25,97 km. Scoperto nel 1951, presenta un'orbita caratterizzata da un semiasse maggiore pari a 3,1185571 UA e da un'eccentricità di 0,1537816, inclinata di 1,50096° rispetto all'eclittica.